# Frankische inval van 388
De Frankische inval van 388 was een gewapend conflict in het noorden van Gallië en in Germanië ten oosten van de Rijn. Een Frankische plundertocht in 388 leidde tot een kortstondige oorlog met het West-Romeinse Rijk. Onder aanvoering van drie vorsten staken groepen Franken de Rijngrens over en vielen Noord-Gallië binnen om te plunderen. De Romeinen reageerden met een strafexpeditie die tot diep op Frankische bodem gevoerd werd. 

## Achtergrond
De bevelhebber van de Britse troepen, Magnus Maximus, die zich in 383 tot keizer liet uitroepen en met zijn troepen de controle over Gallië greep, trachtte in de periode 387-388 zijn macht te vergroten en kwam daarmee in conflict met de Oost-Romeinse keizer Theodosius I. Op de Balkan werd dit conflict, die bekend staat als de burgeroorlog van 387-388, uitgevochten. Keizer Maximus bracht een groot deel van zijn krijgsmacht in stelling, hetgeen er toe leidde dat de Rijngrens minimaal bezet was met troepen. Deze situatie maakte het dat de Franken gemakkelijk de Rijngrens konden passeren om Romeins gebied aan de overzijde te plunderen.

## Verloop

### Voorspel
In het voorjaar 387 zag keizer Maximus kans om zijn grondgebied uit te breiden door Italië te veroveren van de 16-jarige Valentinianus. Voorafgaand had hij zijn leger versterkt met Frankische en Allemanische huurlingen. Voor de Frankische stammen in het vrije Germanië was het dus  geen geheim dat de Rijngrens onder bemand was. Burgeroorlog tussen keizerlijke kemphanen was steevast de beste aanleiding voor de gemeenschappen aan de Rijngrens om zich op roverspad te wagen.  Gebruikmakend van Maximus afwezigheid trokken Frankische krijgsbenden de grens over. Gelet op de overgeleverde berichten sloegen zij hun slag en veroorzaakten veel paniek met hun rooftochten. 

### Inval
Na deze inval trok het hoofdmacht van de Franken onder Sunno en Marcomer terug over de Rijn met hun buit. Een deel van de Franken, vermoedelijk aangevoerd door Genobaudes, bleef achter in het Belgische bos dat bekend staat als het Kolenbranderswoud "Silva Carbonaria". In Trier verbleven op dat moment de generaals Nanninus en Quintinus aan wie Maximus zijn zoon en de verdediging van Gallië had toevertrouwd. Toen zij het nieuws van de Frankische inval hoorden, vielen ze de resterende Frankische troepen aan. In het woud in de Ardennen onderschepten zij Genobaudes en de achterblijvers en doodden velen van hen. 

### Nederlaag van Quintinus
Na de vernietiging van de Franken in het Kolenbranderswoud hielden de Romeinse bevelhebbers krijgsberaad of ze de Franken over de Rijn moesten volgen om hen in eigen land te straffen.  Volgens Sulpicius Alexander verzette Nanninius zich hiertegen omdat hij wist dat de Franken hen op zouden wachten, maar de anderen wilden de Franken op eigen bodem afstraffen. Bijgevolg trok Nannienus zich terug naar Mogontiacum (Mainz) terwijl Quintinus zijn mannen naar het Castellum Novaesium (Neuss) leidde vanwaar zij de Rijn overstaken.
Volgens Sulpicius Alexander werd Quintines op Frankische bodum in een hinderlaag gelokt. Zijn leger raakte omsingeld en verslagen door de Franken. Sommige Romeinse soldaten verdronken in de moerassen, anderen werden gedood, slechts weinigen wisten terug te keren naar het Rijk.

### Arbogastes' veldtocht en nasleep
Magnetius Maximus werd op de Balkan na een drietal veldslagen verslagen door Theodosius I die daarmee alleenheerser werd van het hele rijk. Theodosius stuurde zijn generaal Arbogastes naar Gallië om orde op zaken te stellen. Begin 390 stak deze met zijn legermacht de Rijn over en liet zijn troepen de Frankische nederzettingen platbranden, in de bronnen Bructeren genoemd. 
Volgens Gregorius van Tours beschreef Sulpicius Alexander dat Arbogastes twee jaar later in 392 opnieuw de Rijn over stak om terug keren naar de gebieden die hij twee jaar daarvoor had gebrandschat. Met dezelfde leiders die daarvoor het Rijk waren binnen gevallen sloot hij verdragen om hulptroepen te verkrijgen voor het Romeinse leger.  De Franken en de Alamannen moesten de oude verdragen met Rome vernieuwen. Later horen we van de dichter Claudianus dat Marcomer door de Romeinen werd gearresteerd en stierf in gevangenschap rond 397. Zijn broer Sunno stak de Rijn over en probeerde zichzelf op te werpen als leider van de Franken, maar hij werd vermoord door zijn eigen volk.